# Křelov
Křelov (německy Krönau, dříve také například Crenaw či Kronau) je jihovýchodní část obce Křelov-Břuchotín v okrese Olomouc. Nachází se na východě Křelova-Břuchotína. Prochází zde silnice pro motorová vozidla I/35 a silnice II/635. V roce 2009 zde bylo evidováno 474 adres. Trvale zde žije přibližně 1 500 obyvatel.
Křelov je také název katastrálního území o rozloze 6,13 km².

## Název
Jméno vesnice bylo odvozeno od osobního jména Chřěl (to od slovesa chřěti nejasného významu). Význam místního jména byl "Chřělův majetek". Už od nejstarších dokladů z 13. století se užívalo vedle Chřělov též Křělov, které převládlo počátkem 16. století. Německé jméno se vyvinulo z české mylné varianty Křenov.

## Historie
První písemná zmínka o vsi se vztahuje k roku 1275 (Chrelow, Krelow). Ta obsahuje zprávu o hraničním sporu mezi klášterem Hradisko a olomouckými měšťany. Mezi svědky se nachází Časta z Křelova, který patřil do rozrodu pánů ze Švábenic. Podruhé, v roce 1279, Časta vystupuje opět ve sporu, tentokráte o patronátní právo nad křelovským farním kostelem. Tento rok je nejstarší zmínkou o existenci fary a kostela v Křelově.
Na konci 13. a počátku 14. století se část Křelova s patronátním právem dostala do rukou pánů ze Šternberka, ale již roku 1329 postupuje bezdětný Diviš ze Šternberka svůj díl klášteru sv. Kláry na olomouckém Předhradí. Roku 1308 se zmiňuje olomoucká kapitula jako držitel dvora v Křelově. Třetím a posledním vlastníkem části Křelova se stalo královské město Olomouc. Kdy se tak stalo není doposud objasněno, první zmínka o držbě se vztahuje k roku 1602. Každá část Křelova (klášterní, kapitulní a městská) tak měla svého rychtáře a vlastní hospodu, též byla začleněna do hospodářského systému a jurisdikci své vrchnosti.
Období třicetileté války a především švédská přítomnost v letech 1641–1650 nijak zvlášť samotný Křelov nezasáhli a tak do lánové vizitace 1675–1678 byla obec na předválečné úrovni.
Ke konci 19. století vznikla v Křelově sladovna (1870) a cihelna (1884). Roku 1913 byla obec elektrifikována. Sokolovna byla postavena v roce 1923 a o čtyři roky později zavedena pravidelná autobusová doprava.
V roce 1995 se oddělila obec od Olomouce.

## Pamětihodnosti
- Předsunuté opevnění - fort XVII Křelov a č. XX
- Boží muka po pravé straně silnice do Topolan
- Smírčí kříž u kapličky, proti čp. 21
- Krucifix na Lipovém náměstí

## Osobnosti
- Florian Dostál (1849–1923), pedagog, zemský poslanec
- Ivo Viktor (* 1942), fotbalista